# Colibrí calçat camanegre
El colibrí calçat camanegre (Eriocnemis derbyi) és una espècie d'ocell de la família dels troquílids (Trochilidae) que habita a Colòmbia i nord-oest de l'Equador.